# Os Apontamentos
Os Apontamentos é um ensaio de José Saramago, lançado em 1976 pela editora Seara Nova.